# Kumaso

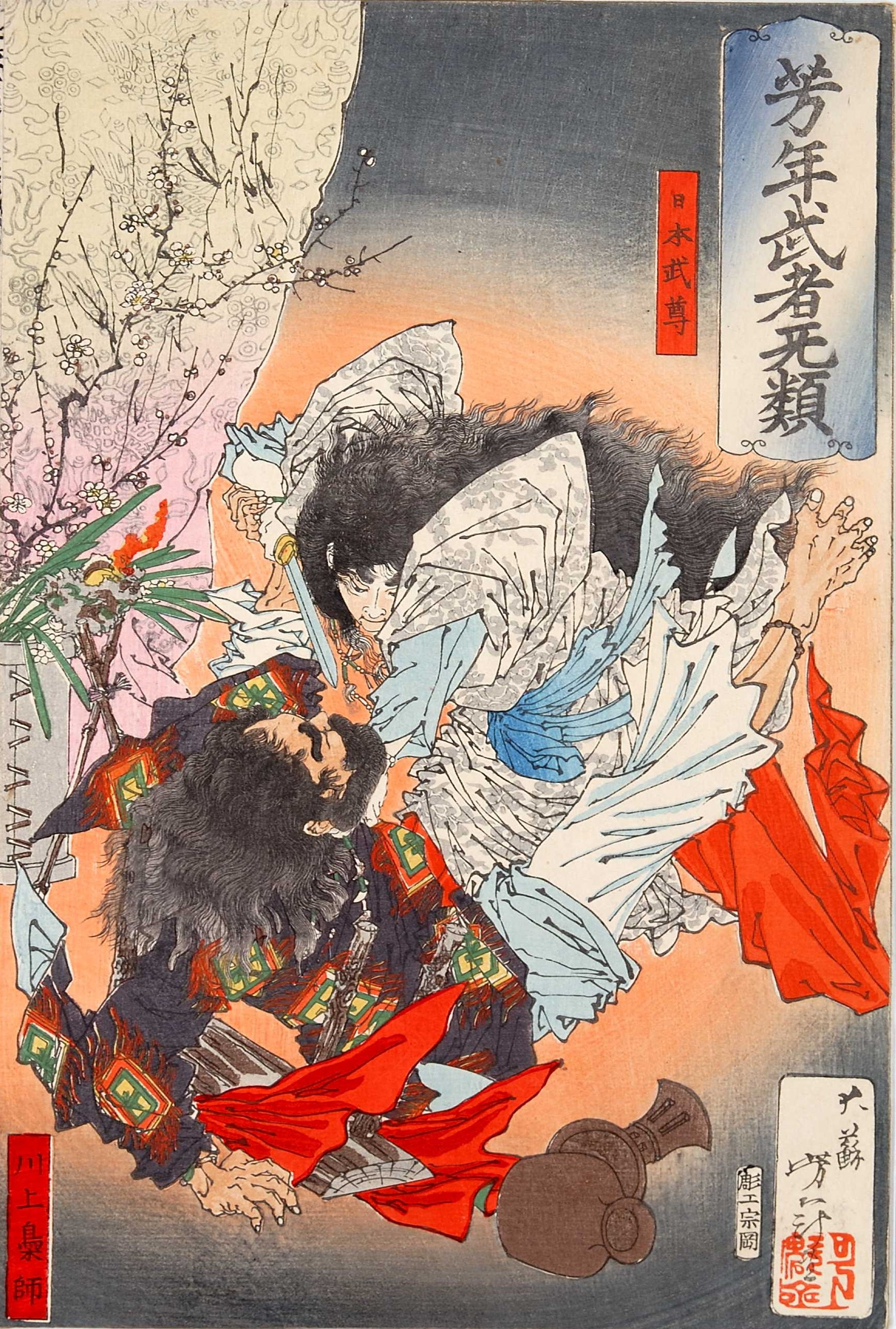
Príncipe Yamato atacando a Kawakami Takeru (por Tsukioka Yoshitoshi)

Kumaso (熊襲 (en el Nihonshoki), 熊曾 (en el Kojiki)?) es el nombre de un clan que es mencionado en los relatos japoneses del Kojiki y Nihonshoki. Se cree que su dominio se circunscribía en el sur de la isla de Kyushu, que era denominado con el mismo nombre y constituyó una fuerte resistencia al clan Yamato. 

## Relatos
Según el Kojiki, durante la creación de Japón, luego de crearse la isla de Shikoku y antes de crearse la Isla Iki, se dio nacimiento a la isla de Kyushu, que poseía cuatro caras, una de éstas era Kumaso conocido también como Takehiwake (建日別?).
En un relato posterior, se describe el proceso de conquista de la región de Kumaso a manos del clan Yamato, por el príncipe Yamatotakeru. Según el Kojiki, Yamatotakeru, hijo del Emperador Keikō (12º Emperador de Japón) sojuzgó a Kumasotakeru, “rey” de la región; en el Nihonshiki también relata lo mismo pero con mayores detalles. En dicho libro, Yamatotakeru logró asesinar a Kumasotakeru, colándose a su habitación disfrazado de mujer, aprovechando la apariencia afeminada de Yamatotakeru.